# Championnat de France de rugby à XV 1931-1932
Navigation
1930-1931 1932-1933

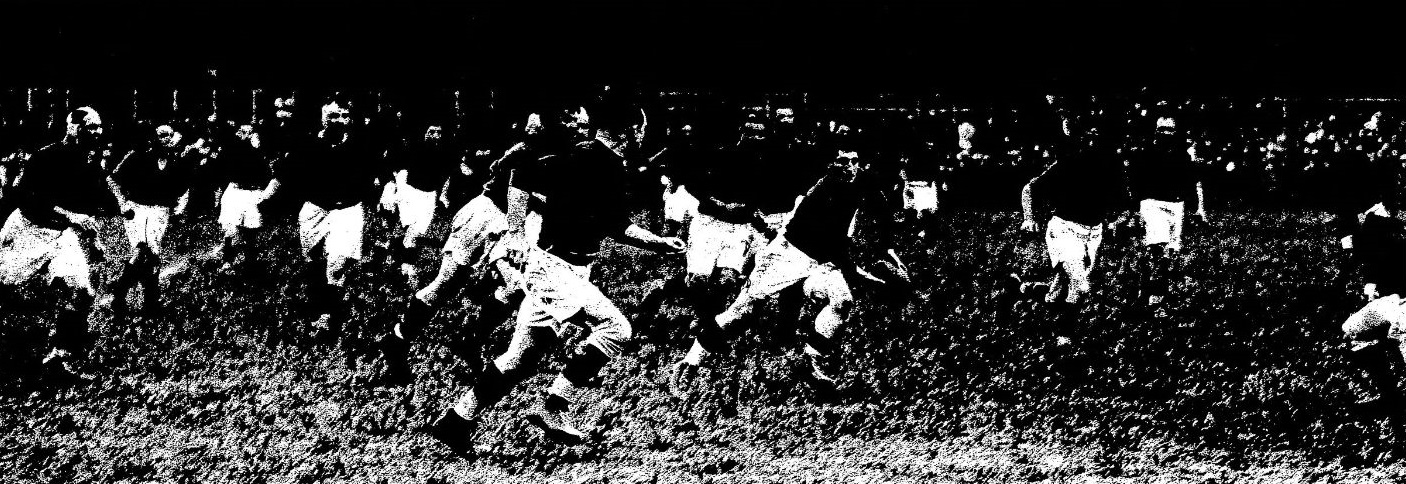
Le trois-quarts centre Lyonnais Janoglio est sur le point d'être plaqué.

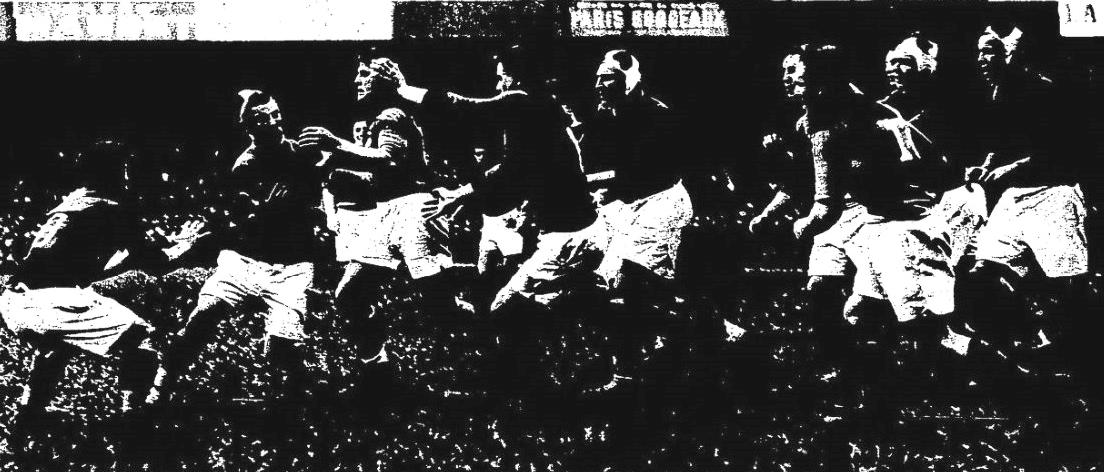
Touche, le demi de mêlée Lyonnais Jean Brial attend la balle.

Le championnat de France de rugby 1931-1932 a été remporté par le Lyon OU qui a battu le RC Narbonne en finale. Le championnat a mis aux prises 40 équipes réparties en huit poules de cinq.
Pour la deuxième saison, le championnat se déroule sans les clubs de l’Union française de rugby amateur qui organise son propre Tournoi. Aux 12 dissidents de l’année précédente (Aviron bayonnais, Biarritz olympique, Stade bordelais, AS Carcassonne, FC Grenoble, SAU Limoges, FC Lyon, Stade nantais, Section paloise, US Perpignan, Stade français et Stade toulousain) se sont joints le Stadoceste tarbais et l’US Narbonne, un nouveau club.
Sept clubs accèdent cette année au championnat Excellence : UA Gujan-Mestras (finaliste Honneur 1931 et qui se qualifie grâce à une victoire sur l'UA Libourne 18 à 5 le 3 janvier), SU Lorrain (Nancy), Peyrehorade Sports, US Romans-Péage, FC Saint-Claude (finaliste Honneur 1930), US La Teste et SC Toulouse (champion 2° série 1931 !). 
Ils remplacent numériquement : Bordeaux EC, US Bressanne (Bourg-en-Bresse), US Dax, Stade Illibérien (Elne), FC Lézignan, CS Oyonnax et Valence Sportif

## Poules de cinq
(par ordre alphabétique)
- Poule A : SU Agen (champion 1930), UA Gujan-Mestras, US Montauban, Peyrehorade Sports, RC Toulon (champion 1931)
- Poule B : US Cognac, Lyon OU (finaliste 1931), CA Périgueux, AS Soustons, SC Toulouse
- Poule C : SA Bordeaux, Stade nayais, Stade Pézenas, NAC Roanne (champion Honneur 1929), US Fumel
- Poule D : CA Brive, RC Narbonne, FC Saint-Claude, Toulouse OEC, US Tyrosse
- Poule E : SC Albi, AS Bayonne, CA Bègles, AS Bort (champion Honneur 1930), CASG
- Poule F : AS Montferrand, SU Lorrain (Nancy), Racing CF, US Romans-Péage, CS Vienne
- Poule G : FC Auch (champion Promotion 1929), Le Boucau Stade, Stade Hendayais, Arlequins Perpignan, US Quillan (champion 1929 et finaliste 1930)
- Poule H : AS Béziers, FC Lourdes, FC Oloron, US La Teste, US Thuir

Les trois premiers de chacune de ces poules se sont qualifiés pour 8 poules de 3.

## Poules de trois
(par classement final, sauf poules G et H)
- Poule A : RC Toulon, CASG, US Cognac
- Poule B : RC Narbonne, CA Périgueux, US La Teste
- Poule C : Stade Pézenas, Le Boucau Stade, UA Gujan-Mestras
- Poule D : CA Bègles, US Quillan, FC Lourdes
- Poule E : SA Bordeaux, SU Agen, Racing CF
- Poule F : US Fumel, CS Vienne, FC Auch
- Poule G : AS Montferrand, AS Bort, FC Saint-Claude
- Poule H : Lyon OU, AS Béziers, CA Brive

Dans ces deux phases, les rencontres se jouent sur un match simple (pas d’aller-retour), sur terrain neutre dans les poules de 3.

## Quarts de finale
Les premiers des poules de 3 ont disputé les quarts de finale le 10 avril 1932.
- À Bordeaux, AS Montferrand bat US Fumel 8 à 3
- À Lyon, RC Narbonne bat RC Toulon 14 à 3
- À Paris, stade Jean Bouin, Lyon OU bat SA Bordeaux 28 à 0
- À Toulouse, Stade Pézenas bat CA Bègles 17 à 11

## Demi-finales
| Équipe 1    | Équipe 2       | Résultat |
| ----------- | -------------- | -------- |
| RC Narbonne | AS Montferrand | 5-0      |
| Lyon OU     | Stade Pézenas  | 6-0      |

## Finale
| Équipes        | Lyon OU - RC Narbonne |
| Score          | 9-3 (4-3) |
| Date           | 8 mai 1932 |
| Stade          | Parc Lescure à Bordeaux |
| Arbitre        | Jacques Müntz |
| Les équipes    | |
| Lyon OU        | Jean Rat, Fernand Cartier, Hyacinthe Dugouchet, Fleury Panel, Joseph Griffard, Noël Salset, Louis Vallin, Roger Claudel, Jean Brial, Georges Battle, Albert Janoglio, Vincent Graule, Paul Durand, Lucien Deschamps, Henri Marty        |
| RC Narbonne    | Urbain Tissinier, Roger Bricchi, Marius Roumagnac, René Araou, Joseph Choy, François Lombard, Ernest Frayssinet, Joseph Nunez, Honoré Laffont, Albert Cauneilles, Francis Vals, Jean Pagès, André Pignol, Alphonse Jalabert, Paul Bergé |
| Points marqués | |
| Lyon OU        | 1 essai de Rat 1 drop de Battle |
| RC Narbonne    | 1 pénalité de Bergé |